# Gole della Jonte
Le gole della Jonte (in francese Gorges de la Jonte) sono un canyon scavato dal fiume Jonte nel Massiccio Centrale, in Francia. La zona, come per le gole del Tarn, è meta di turismo naturalistico, con attività come il trekking, la pesca e l'alpinismo.

## Galleria d'immagini

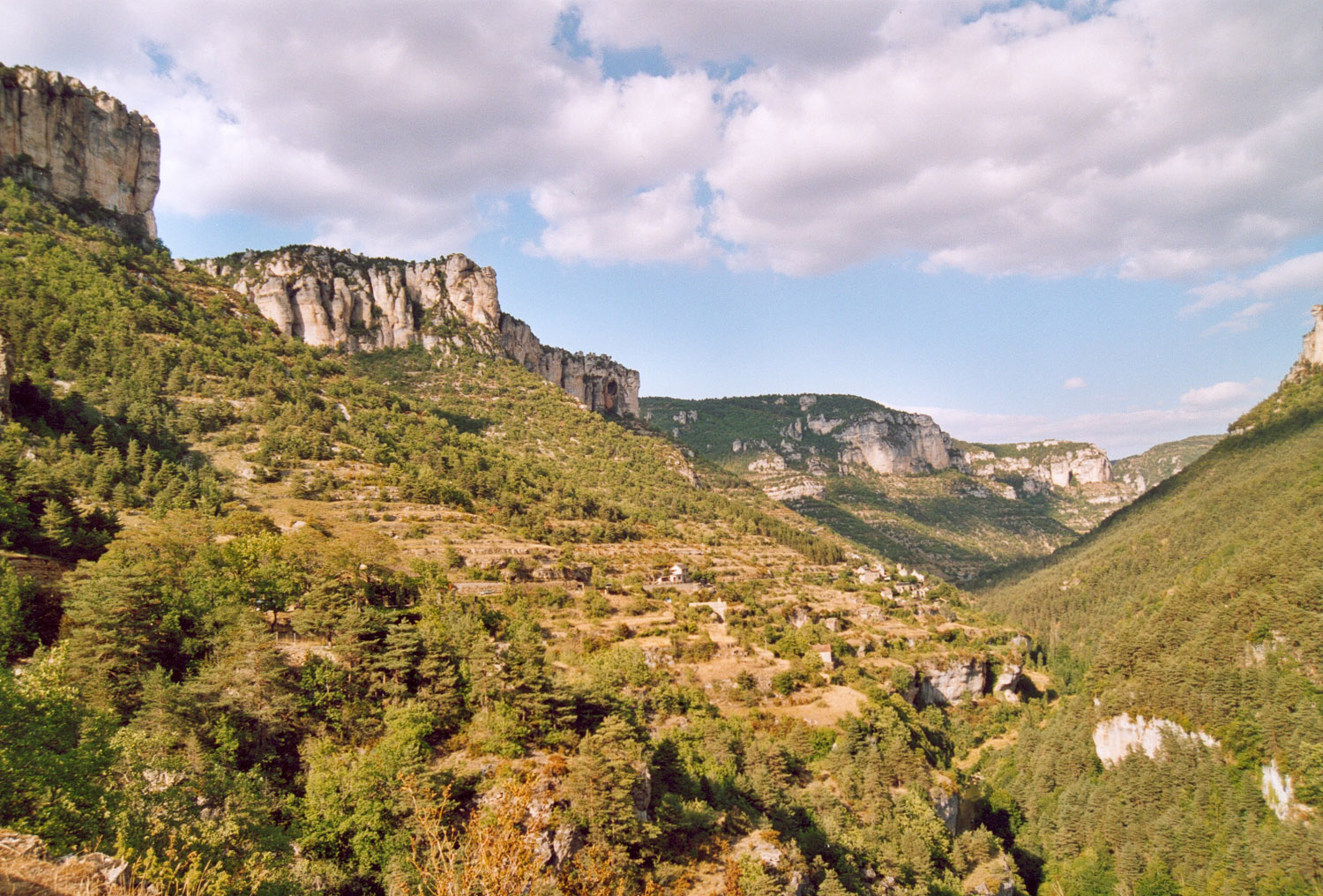
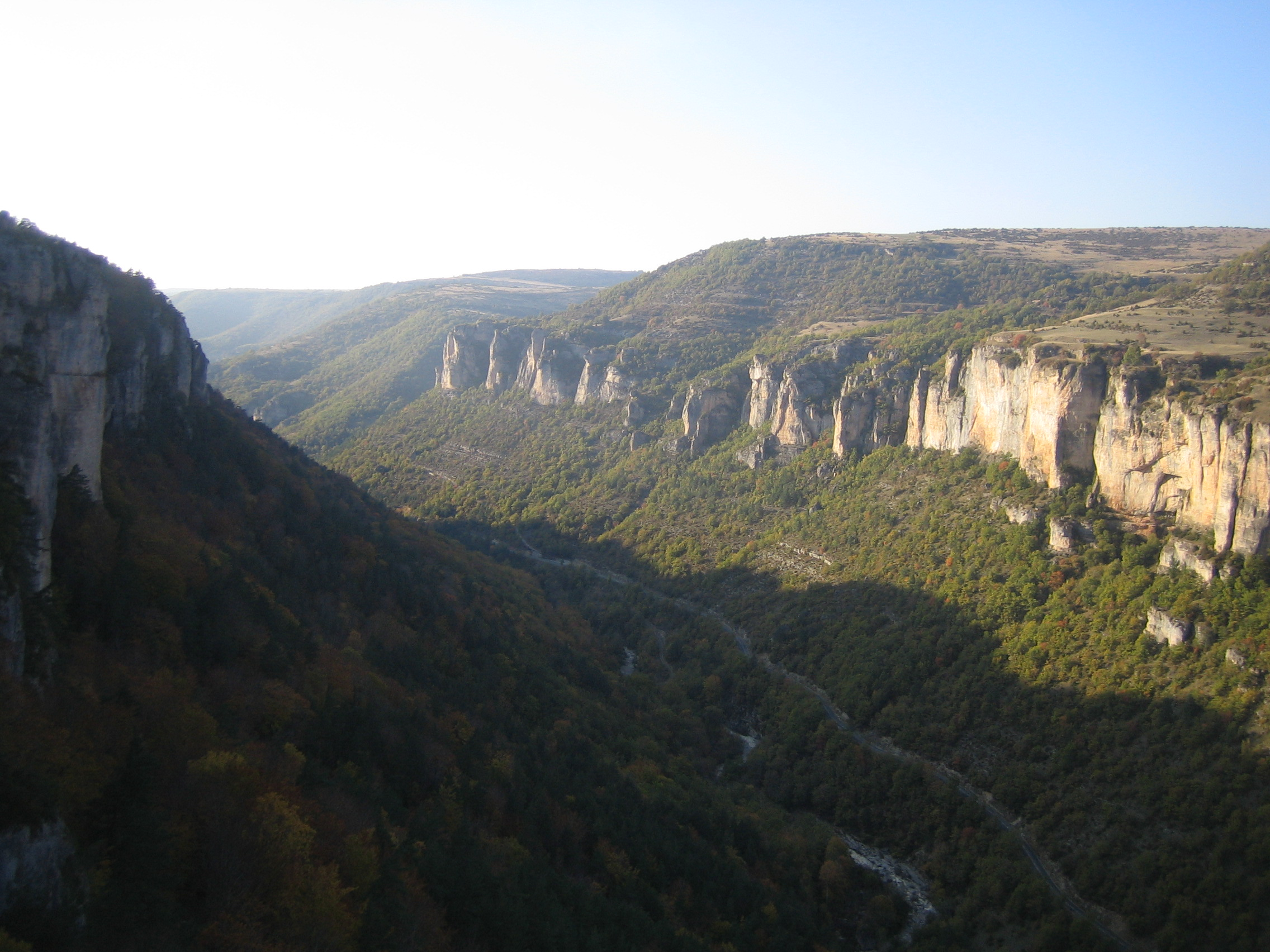
Le gole dalla grotta di Dargilan (Lozère)
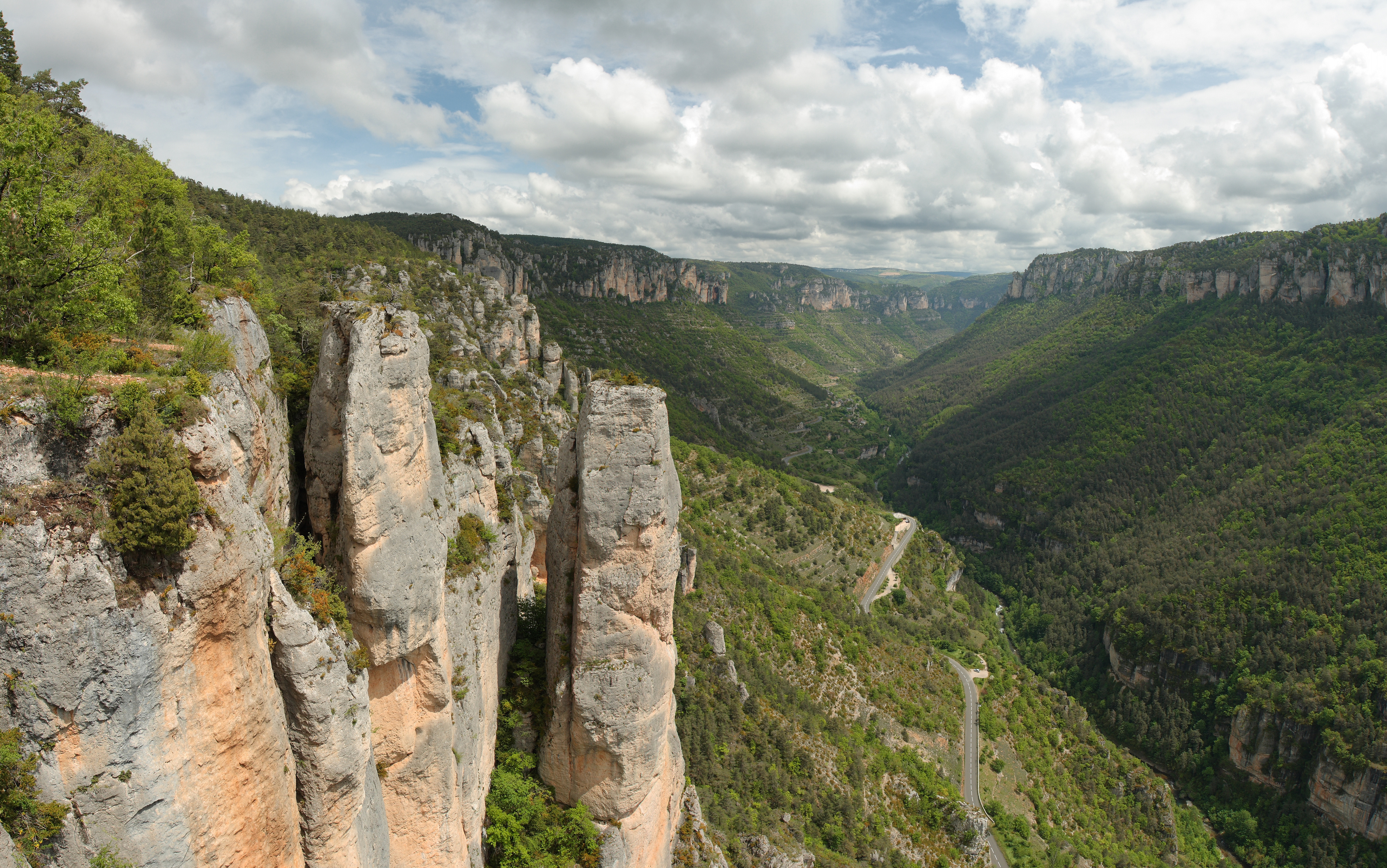